# Älmhultagölen (Byarums socken, Småland)
Älmhultagölen är en sjö i Vaggeryds kommun i Småland och ingår i Lagans huvudavrinningsområde. Sjön har en area på 0,0539 kvadratkilometer och ligger 217 meter över havet.

## Delavrinningsområde
Älmhultagölen ingår i det delavrinningsområde (638983-140044) som SMHI kallar för Utloppet av Eckern. Medelhöjden är 228 meter över havet och ytan är 35,45 kvadratkilometer. Det finns inga delavrinningsområden uppströms utan avrinningsområdet är högsta punkten. Lagan som avvattnar avrinningsområdet har biflödesordning 2, vilket innebär att vattnet flödar genom totalt 2 vattendrag innan det når havet efter 227 kilometer. Delavrinningsområdet består mestadels av skog (67 %) och sankmarker (12 %). Avrinningsområdet har 3,11 kvadratkilometer vattenytor vilket ger det en sjöprocent på 8,8 %.